# Singhraj Adhana
Singhraj Adhana (26 de enero de 1982) es un deportista indio que compite en tiro adaptado. Ganó dos medallas en los Juegos Paralímpicos de Tokio 2020.

## Palmarés internacional
| Juegos Paralímpicos | Juegos Paralímpicos | Juegos Paralímpicos | Juegos Paralímpicos      |
| Año                 | Lugar               | Medalla             | Prueba                   |
| ------------------- | ------------------- | ------------------- | ------------------------ |
| 2020                | Tokio (Japón)       | Medalla de plata    | Pistola 50 m SH1 mixto   |
| 2020                | Tokio (Japón)       | Medalla de bronce   | Pistola de aire 10 m SH1 |